# 粪甾烷
5β-胆甾烷（5β-cholestane）又称粪甾烷（coprostane），是一种甾体物质，是许多甾体的母结构，包括蜕皮酮、粪甾烷醇等。

5α-胆甾烷
5β-胆甾烷 （又称粪甾烷[2] coprostane）